# Lettera di Fieschi

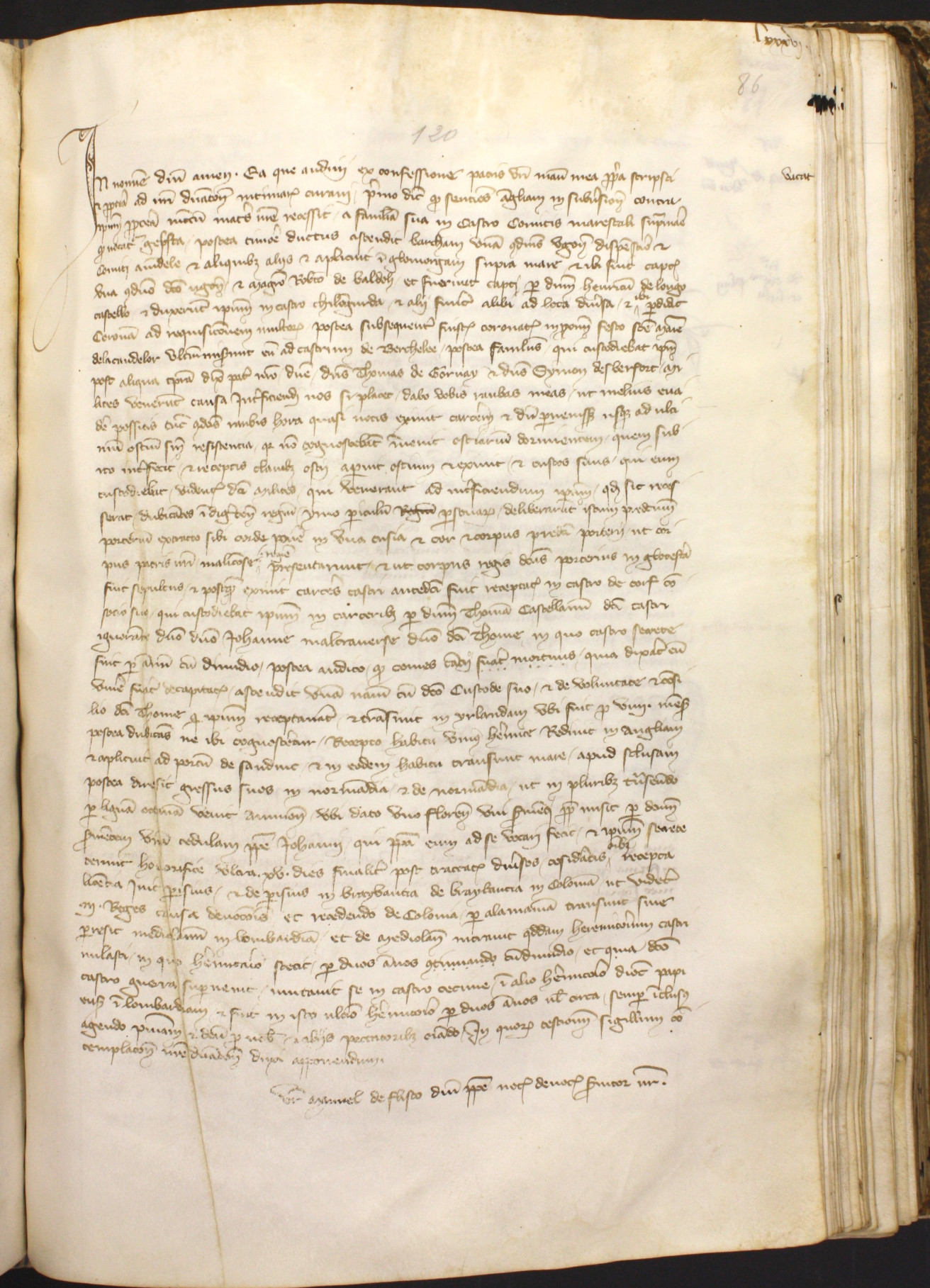
Copia della lettera

La Lettera di Fieschi è stata scritta a Edoardo III d'Inghilterra intorno al 1337 da un prete genovese ad Avignone, Emanuele Fieschi († 1349). Fieschi, membro dell'influente famiglia Fieschi, era un notaio papale che più tardi divenne vescovo di Vercelli. La lettera è conosciuta soprattutto per l'affermazione secondo cui Edoardo II d'Inghilterra non sarebbe stato assassinato nel 1327, ma sarebbe fuggito dall'Inghilterra e avrebbe passato il resto della sua vita in esilio in Europa continentale. È stata motivo di controversie sin da quando una copia è stata scoperta nel 1878 a Montpellier.

## Contenuti della lettera
La Lettera di Fieschi si basa sulle confessioni di Edoardo II al notaio papale Emanuele Fieschi, e inizia dando adito alla teoria storicamente accettata secondo la quale il re scappò nel Galles del sud dopo l'invasione da parte di Isabella di Francia e Roger Mortimer, quando fu arrestato e imprigionato nel Castello di Kenilworth e nel Castello di Berkeley nel 1326. 
Secondo Fieschi, quando il re sentì che sarebbe stato ucciso al Castello di Berkeley, scambiò i vestiti con un servo e, utilizzando questo travestimento, raggiunse il cancello da cui scappò, dopo aver ucciso il guardiano. Andò quindi al Castello di Corfe, dove restò per 18 mesi.
La confessione continua sostenendo che Edoardo stette in Irlanda per nove mesi. Attraversò quindi i Paesi Bassi e viaggiò verso l'Italia, visitando il Papa ad Avignone nel tragitto in Francia. Edoardo riferisce infine di aver vissuto il resto della sua vita da eremita vicino a Cecima nella diocesi di Pavia, più probabilmente nell'eremo di Sant'Alberto di Butrio, presso Ponte Nizza.

## Provenienza
La lettera è stata scoperta da un archivista francese in un registro ufficiale precedente al 1368 che era stato di proprietà di Gaucelm de Deaux, vescovo di Maguelonne, la lettera era conservata presso gli Archives Departmentales de l'Herault a Montpellier, dove si trova attualmente. La lettera è stata studiata e non si tratta di un falso storico. Fieschi è una personalità particolarmente riconosciuta a livello storico: aveva numerosi benefici ecclesiastici in Inghilterra e conosceva la nazione, nonostante la lettera mostri una confusione tra il rango di cavaliere e quello di signore.

## Teorie a supporto
Nessuno dubita dell'autenticità della Lettera di Fieschi, solo la sua veridicità è messa in discussione. La lettera contiene dettagli che poche persone conoscevano quando fu scritta, molto prima che fossero di dominio pubblico le notizie sulla fuga, imprigionamento e uccisione di Edoardo II.
Ian Mortimer ha argomentato che è 'quasi certo' che Edoardo II non morì nel 1327.
È possibile che Edoardo II sapesse di non avere appoggio nella sua famiglia e non provò mai a riconquistare il trono, specialmente dopo che suo figlio, Edoardo III, aveva rimosso Roger Mortimer.
A Cecima esiste la tradizione secondo la quale un re inglese sarebbe sepolto nel paese, e che esiste una tomba medievale vuota che si dice sia stato il luogo della sua sepoltura, prima che il suo corpo fosse rimpatriato in Inghilterra da suo figlio.
L'elaborato funerale a Gloucester del presunto Edoardo II avrebbe potuto essere in realtà quello del guardiano della prigione. Molti dignitari locali furono invitati a guardare il corpo da lontano, ma esso era già stato imbalsamato ed era probabilmente irriconoscibile. Per la prima volta un'effigie in legno del re defunto fu trasportata per le vie della città al posto del corpo su un feretro.
Documenti diplomatici mostrano inoltre che nel 1338 Edoardo III viaggiò verso Coblenza per essere insediato come Vicario del Sacro Romano Impero e che in quell'occasione incontrò un tale William le Galeys, o William il Gallese, che disse di essere il padre del re. (Edoardo II nacque a Caernarvon e fu il primo figlio di un re inglese a essere nominato Principe di Galles).
Affermare di essere il padre del re sarebbe potuto essere pericoloso, e non si sa che cosa sia accaduto a William. Alcuni storici dichiarano che potesse essere William Ockle.

## Controargomentazioni
I detrattori che mettono in discussione la veridicità dei contenuti della lettera sostengono che la lettera possa essere vista piuttosto come un tentativo del vescovo di Maguelonne di interrompere l'alleanza anglo-tedesca. La lettera potrebbe quindi trattarsi di un tentativo di ricatto verso Edoardo III in modo da indebolire la sua posizione presso la corte tedesca. Fieschi deteneva inoltre un certo numero di cariche ecclesiastiche in Inghilterra dal 1319 e avrebbe potuto tentare di ottenere l'appoggio del re.

## Riferimenti nei media
La trama principale del romanzo di Ken Follett, Mondo Senza Fine, è costruita intorno a una lettera simile.
Il romanzo di Ivan Fowler, Edward, Il mistero del re di Auramala, (Edizioni Piemme, 2016) è basato sulla Lettera di Fieschi ed è stato ispirato da essa.